# Ytterstören, Korsholm
Ytterstören är en ö i Finland. Den ligger i Norra kvarken och i kommunen Korsholm i den ekonomiska regionen  Vasa i landskapet Österbotten, i den västra delen av landet. Ön ligger omkring 35 kilometer nordväst om Vasa och omkring 410 kilometer nordväst om Helsingfors.
Öns area är 3,1 hektar och dess största längd är 0,6 kilometer i öst-västlig riktning.